# گاه‌شمار صفویان
شاه اسماعیل اول

## شاه اسماعیل یکم

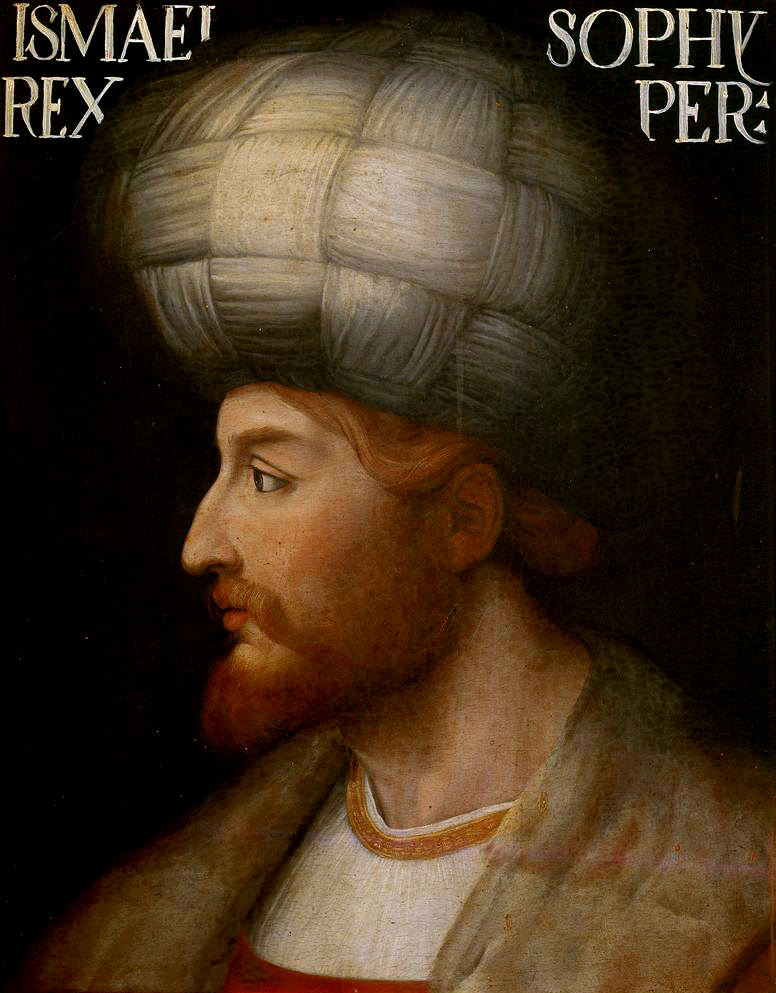
تصویر ۱: نقاشی شاه اسماعیل یکم

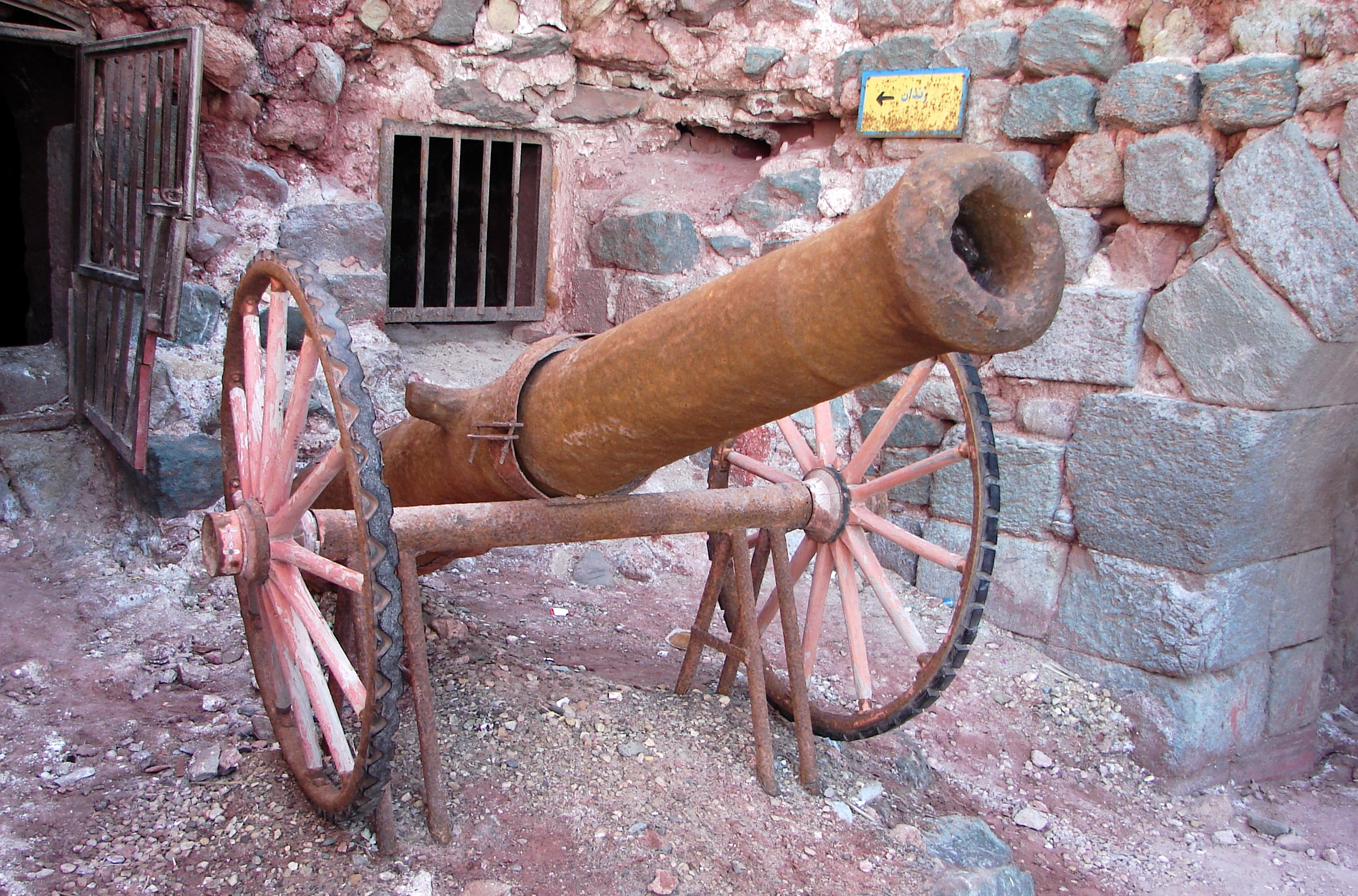
تصویر ۲: توپ و زندان قوای پرتغالی در قلعه هرمز

- ۱۵۰۱ پیروزی نبرد شرور و دست‌یابی به آذربایجان پیش از پایه‌گذاری فرمانروایی صفویان
- ۱۵۰۱ بنیانگزاری دودمان صفوی به وسیله شاه اسماعیل یکم (تصویر ۱: نقاشی قرون وسطایی اروپایی).

- ۱۵۰۲ تا ۱۵۲۴ شاه اسماعیل یکم مذهب شیعه را به عنوان مذهب رسمی ایران اعلام می‌نماید.

- ۱۵۰۷ قوای پرتغالی (تصویر ۲: توپ و زندان قوای پرتقالی در قلعه هرمز) به فرمانروایی آلفونسو دالبوکرک جزیره هرمز را اشغال می‌کنند.
- ۱۵۰۸ تصرف عراق و آرامگاه‌های مقدس شیعه و نابودی کامل آق‌قویونلوها توسط لشکر صفوی.
- ۱۵۰۸ افزایش قدرت پرتغالی‌ها در منطقه با اشغال و سنگربندی نوار ساحلی خلیج فارس.
- ۱۵۱۰ پیروزی شاه اسماعیل یکم بر شیبک خان ازبک و بازپس‌گیری خراسان از ازبک‌ها.
- ۱۵۱۲ شکست صفویان از ازبک‌ها در جنگ گوجدوان نزدیک بخارا.
- ۱۵۱۴ پیروزی قوای عثمانی بر ارتش صفوی در نبرد چالدران.
- ۱۵۱۴ تا ۱۵۲۰ تحریم اقتصادی دولت عثمانی علیه ایران.
- ۱۵۱۵ بازگشت قوای پرتغالی به جزیره هرمز و اشغال کامل آن.
- ۱۵۲۱ اعزام نماینده سیاسی از سوی شاه اسماعیل یکم به واسیلی سوم تزار روسیه.
- ۱۵۲۲ صفویه شهر قندهار را از دست داده و گورکانیان آن را ضمیمه خاک خود می‌کنند.
- ۱۵۲۴ مرگ شاه اسماعیل یکم و جانشینی پسرش شاه تهماسب یکم.

## شاه تهماسب یکم
- ۱۵۲۶ تا ۱۵۳۰ ظهیرالدین محمد بابر امپراتوری گورکانیان هند (۱۵۲۶ تا ۱۸۵۸) را بنیان نهاد.
- ۱۵۲۸ ارتش صفوی ازبک‌ها (شیبانیان) را در نبرد جام شکست می‌دهد.
- ۱۵۳۰ نصیرالدین همایون جانشین بابر می‌گردد.
- ۱۵۳۳ شاه تهماسب یکم از تمام خوشی‌های دنیوی توبه کرده و آن‌ها را رها می‌کند. ندامت راستین او با پشیمانی از کلیه گناه‌ها و پلیدی‌های گذشته همراه بود.تصویر 3:  نگاره شاه طهماسب

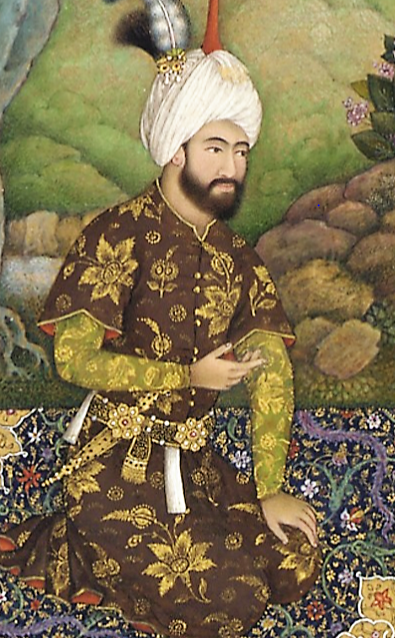
تصویر 3: نگاره شاه طهماسب

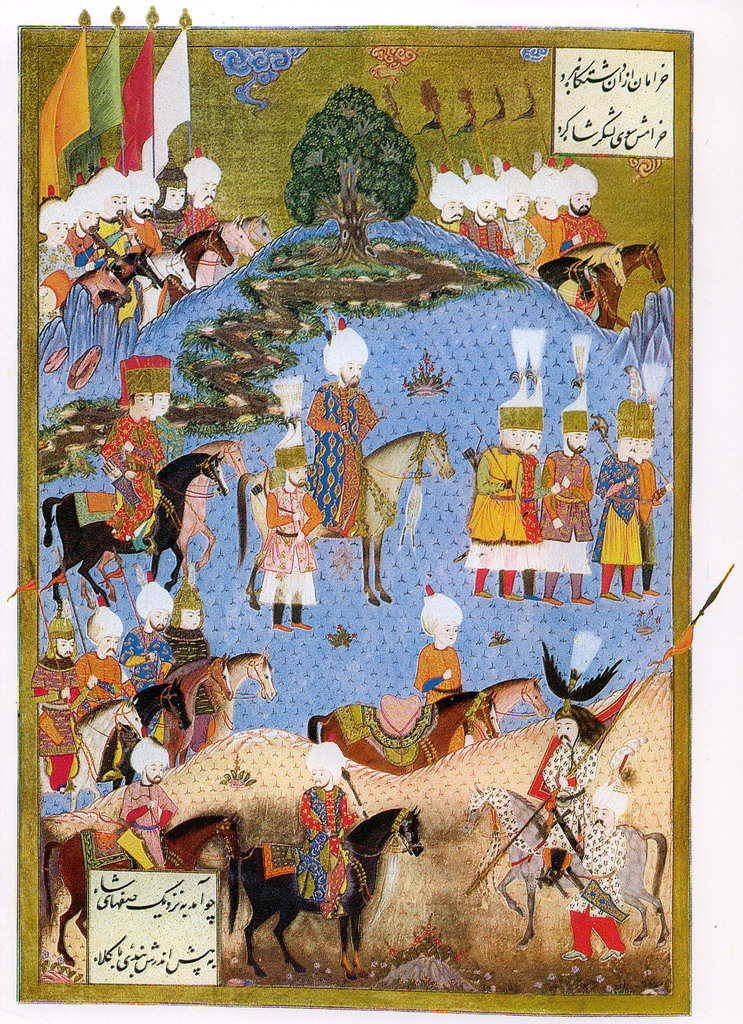
تصویر ۴: مینیاتوری که رژه سلیمان یکم با لشکرش را در نخجوان در تابستان ۱۵۵۴ و در پایان نبرد با «ایران صفوی» نشان می‌دهد.

- ۱۵۳۴ سلیمان یکم یا سلیمان محتشم یا قانونی (تصویر ۴: مینیاتوری از پایان جنگ) پادشاه عثمانی به ایران حمله می‌کند.
- ۱۵۳۴ درگذشت محقق کرکی عالم شیعه.
- ۱۵۴۴ نصیرالدین همایون مطرود و شکسته‌خورده از گروه‌های مختلف مخالفین در پی پشتیبانی و کمک شاه تهماسب یکم به ایران پناهنده می‌شود. شاه ایران به شرط پذیرفتن مذهب شیعه، قول مساعدت به شاه گورکانی می‌دهد، شرطی که همایون او را می‌پذیرد ولی از آن مذهب پیروی نمی‌نماید.
- ۱۵۴۵ شاه تهماسب یکم به وسیله اعزام نیروی مشترک ایرانی و قوای همراه نصیرالدین همایون قندهار را محاصره می‌نماید.
- ۱۵۴۸ شاه تهماسب یکم پایتخت ایران را از تبریز به قزوین منتقل می‌کند.
- ۱۵۵۵ انعقاد پیمان‌نامه صلح آماسیه بین ایران و عثمانی.
- ۱۵۵۵ آغاز پادشاهی مجدد نصیرالدین همایون.
- ۱۵۵۶ تا ۱۶۰۵ دوران حکومت و قدرت اکبر فرزند همایون.
- ۱۵۵۷ زندانی شدن اسماعیل میرزا (بعداً شاه اسماعیل دوم).[۱]
- ۱۵۵۸ اکبر پادشاه گورکانی طی فرمانی زبان فارسی را زبان اداری امپراتوری اعلام می‌کند.
- ۱۵۵۸ بازپسگیری قندهار از اکبر توسط تهماسب یکم.
- حدود ۱۵۶۰ اکبر پادشاه گورکانی با توجه به این که به ادیان و عقاید علاقمند بود، دین تلفیقی و جدیدی به نام دین الهی ابداع نمود. در این دین، برخی از عناصر دین اسلام و هندوئیسم در هم مخلوط شده بود.
- حدود ۱۵۶۱ شاه تهماسب سرشار از اشتیاق مذهبی، اقدامات خود را بر تحکیم و گسترش مذهب شیعه در ایران و تقویت آن در سرتاسر امپراتوری صفوی، متمرکز می‌کند.
- حدود ۱۵۶۱ طراحی و ساخت کتاب مشهور و مصور شاهنامه تهماسبی در کارگاه درباری شاه تهماسب یکم.
- ۱۵۶۱ تا ۱۵۶۳ آنتونی جنکینسون نماینده شرکت انگلیسی مسکووی روابط تجاری با ایران برقرار می‌نماید.
- ۱۵۷۱ رویداد قلعه قهقهه و نهایتاً بدگمانی بیشتر شاه طهماسب یکم به اسماعیل میرزا و همچنین بالا رفتن اختلافات و نفاق امیران قزلباش و روسای طوایف گوناگون قزلباش.[۲]
- ۱۵۷۶ مرگ شاه تهماسب یکم.

## شاه اسماعیل دوم
- ۱۵۷۶ درگیری‌های جانشینی شاه طهماسب یکم و کشته شدن حیدر میرزا (فرزند شاه طهماسب یکم) و به حکومت رسیدن شاه اسماعیل دوم.[۳][۴][۵][۶][۷]
- ۱۵۷۶ تا ۱۵۷۷ دوران پادشاهی شاه اسماعیل دوم.
- ۱۵۷۶ تا ۱۵۸۷ دوران نفوذ و قدرت پریخان خانم دختر شاه تهماسب یکم و مهد علیا (خیرالنساء بیگم) همسر محمد خدابنده در سیاست و کشورداری.

پرچم ابداعی از شاه اسماعیل دوم که تا پایان عصر صفوی پرچم ایران بود.

- ۱۵۷۷  شاه اسماعیل دوم برای نخستین بار نماد شیر و خورشید را به رنگ طلایی بر روی پرچم ایران سوزن دوزی کرد. این پرچم تا آخر دوره صفوی نیز درفش رسمی ایران بود.[۸]

## شاه محمد خدابنده
- ۱۵۷۸ تا ۱۵۸۷ دوران پادشاهی شاه محمد خدابنده.
- ۱۵۸۵ حمله قوای عثمانی به ایران و اشغال تبریز.
- ۱۵۸۶ نخستین مأموریت نمایندگان سیاسی ایران به امپراتوری روسیه به سرپرستی هادی بیگ.

## شاه عباس یکم
- ۱۵۸۸ آغاز سلطنت شاه عباس بزرگ (تصویر ۵: نقاشی قرون وسطایی در کتابخانه ملی فرانسه).
- ۱۵۸۸ تا ۱۶۲۹ دوران زمامداری شاه عباس بزرگ نقطه اوج و شاخص دوران صفوی محسوب می‌گردد. شاه عباس ضمن تشکیل یک ارتش منظم و آماده، عثمانی را شکست می‌دهد. او پایتخت را از قزوین به اصفهان منتقل می‌کند. شاه عباس حامی و علاقمند به هنر و هنرمندان، به ویژه معماری بود. او مساجد، مدارس، پل‌ها و بازارهایی که در سطح جهان به عنوان معماری اسلامی مطرح هستند را از خود به جای گذاشت. در خلال دوران شاه عباس، صنعت‌گران و هنرمندان در فلزکاری، ساخت ظروف چینی، خوشنویسی، ابریشم‌بافی، پوشاک، مینیاتور و قالی‌بافی از بارزترین و ماهرترین هنرمندان به‌شمار می‌رفتند.[۹]
- ۱۵۹۰ صلح شاه عباس با عثمانی‌ها. قوای ایرانی شروان، گرجستان، تبریز و لرستان را ترک می‌کنند.
- ۱۵۹۵ جدا شدن قندهار از کنترل صفویان و پیوستن آن به امپراتوری گورکانی.
- ۱۵۹۸ پیروزی شاه عباس بر ازبک‌ها (شیبانیان).
- ۱۵۹۸ برادران رابرت و آنتونی شرلی به قزوین پایتخت صفوی آمدند. شاه عباس ایشان را پذیرفته و دربارهٔ روابط دیپلماتیک ایران و بریتانیا مذاکره کردند.
- ۱۵۹۸ فرهاد خان قهرمانلو که کنترل اکثر مناطق شمال ایران را در دست داشت به دستور شاه عباس اعدام شد.
- ۱۵۹۸ تا ۱۶۰۳ دوران ایجاد یک ساختار حکومتی و تجاری جدید در اصفهان.
- ۱۶۰۰ برگزیده شدن اصفهان به عنوان پایتخت توسط شاه عباس.
- ۱۶۰۱ تا ۱۶۰۳ افزایش تسلط و کنترل شاه عباس بر سرزمین‌های پیرامون خلیج فارس با شکست حاکم لارستان و تسخیر بحرین.
- ۱۶۰۳ درگیری و ستیز دوباره ایران و عثمانی. فتح و بازپسگیری تبریز توسط ایران.
- ۱۶۰۳ تا ۱۶۰۷ دوران پیروزی و تسلط ارتش شاه عباس بر حکمرانی عثمانی؛ که پیرو این پیروزی‌ها، بخش‌هایی از لرستان، کردستان، گرجستان و شرق ارمنستان از دولت عثمانی پس گرفته شد.[۱۰]
- ۱۶۰۳ تا ۱۶۰۴ جنگ در قفقاز؛ تبعید و اخراج ارامنه از جلفا به حومه شهر اصفهان در منطقه‌ای با ساختار نو به نام جلفای جدید.
- ۱۶۰۴ درگذشت اروج‌بیک بیات (دون ژوان پرشیا) نویسنده کتاب دون ژوان پرشیا، یک کاتولیک شیعه.
- ۱۶۰۵ آغاز پادشاهی اکبر (اکبر کبیر) پسر جهانگیر در هند.
- ۱۶۱۲ پیمان‌نامه موقت که توسط عثمانی‌ها به امضاء رسید.
- ۱۶۱۶ تا ۱۶۱۷ ورود انگلیسی‌ها به خلیج فارس و به امضاء رسیدن نخستین تعهدات و پیمان‌نامه‌های تجاری با شاه عباس.
- ۱۶۱۸ نبرد تبریز بین شاه عباس و عثمان دوم عثمانی روی داد. در این نبرد ایران به پیروزی رسید و نهایتاً صلح نامه‌ای امضاء شد. طی صلح حاصل شده با نام عهدنامه سراب دستاوردهای زیر نصیب ایران شد: قبول متصرفات ایران از سوی پادشاهی عثمانی، به رسمیت شناختن حاکمیت ایران بر گرجستان شرقی، ارمنستان شرقی، کل آذربایجان و دیاربکر.[۱۱][۱۲][۱۳][۱۴][۱۵]

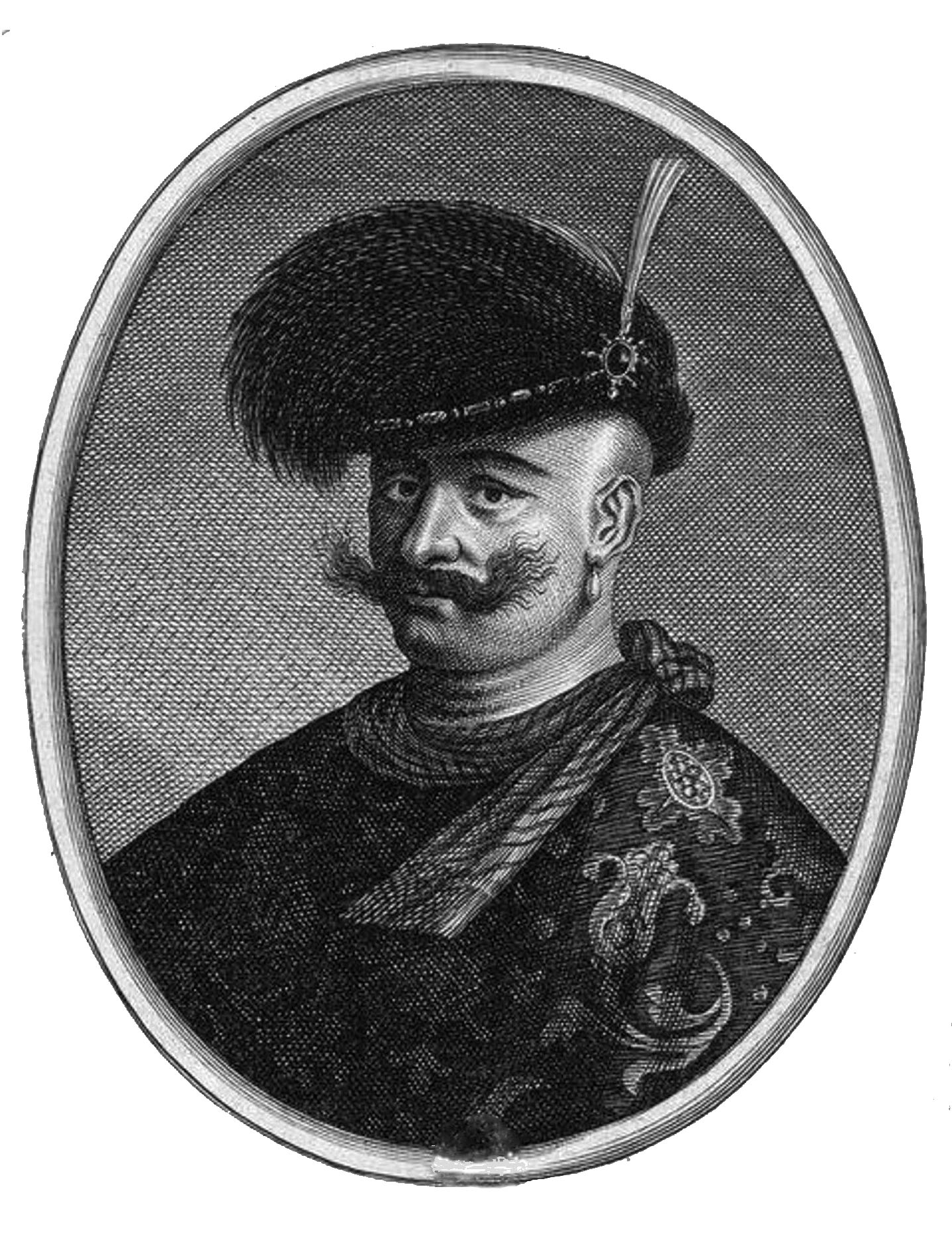
تصویر ۵: نقاشی قرون وسطایی از شاه عباس بزرگ در کتابخانه ملی فرانسه

- ۱۶۱۹ به جریان انداختن تجارت ابریشم توسط شاه عباس و صادرات آن به شکلی انحصاری برای دربار صفوی.
- ۱۶۲۲ بیرون راندن پرتغالی‌ها از جزیره هرمز توسط قوای ایرانی با کمک نظامیان بریتانیا.
- ۱۶۲۲ بازپسگیری قندهار از گورکانیان توسط شاه عباس.
- ۱۶۲۳ بازپسگیری بغداد و عراق عرب از امپراتوری عثمانی توسط شاه عباس.
- ۱۶۲۳ آغاز معاملات و روابط تجاری بین کمپانی هند شرقی هلند و شاه عباس.
- ۱۶۲۴ گارسیا د سیلوا دیپلمات و جهانگرد اسپانیایی که خاطرات خود را در ایران تحت عنوان کتاب «L’ambassade de d. Garcias de Silva Figueroa en Perse» نوشته بود، درگذشت.
- ۱۶۲۸ تاجگذاری شاه جهان گورکانی در هند.
- ۱۶۲۹ مرگ شاه عباس.

## شاه صفی
- ۱۶۲۹ تاجگذاری شاه صفی.
- ۱۶۳۰ تصرف همدان توسط قوای عثمانی.
- ۱۶۳۰ تا ۱۶۳۴ دوران تصفیه حساب‌های سیاسی خونین شاه صفی با رقبای تاج و تخت. شاه صفی با کشتن و کور کردن مخالفان شورشی یا کسانی که بعدها ممکن بود برایش دردسر ایجاد کنند، مثل امامقلی خان که در فارس شوریده بود، آن‌ها را از صحنه سیاست ایران خارج می‌کند.
- ۱۶۳۵ درگذشت آنتونی شرلی.
- ۱۶۳۴ سرزمین فارس جزء اراضی خالصه سلطنتی گردید.
- ۱۶۳۸ تسخیر ایروان و تبریز توسط عثمانی.
- ۱۶۳۸ ورود و تسخیر مجدد بغداد توسط عثمانی.
- ۱۶۳۹ عهدنامه زهاب بین صفویان و عثمانی منعقد شد. بنابراین پیمان سرزمین عراق (عرب) تحت کنترل و قیومیت عثمانی قرار می‌گیرد.
- ۱۶۴۲ مرگ شاه صفی.

## شاه عباس دوم
- ۱۶۴۲ آغاز زمامداری شاه عباس دوم.
- ۱۶۴۵ قتل ساروتقی اعتمادالدوله که منجر به کشتن جانی‌خان قورچی‌باشی گردید.
- ۱۶۴۵ درگیری بین ایران و کمپانی هند شرقی هلند. در این جنگ، هلند پس از حمله به قشم، بندرعباس را محاصره می‌کند.
- ۱۶۴۵ تا ۱۶۵۴ اتخاذ تصمیمات محدودکننده و اقدامات بازدارنده علیه مذاهب غیرشیعی.
- ۱۶۴۹ بازپسگیری قندهار از قوای شاه جهان زمامدار گورکانیان توسط شاه عباس دوم. en:Mughal–Safavid War (1649–53)
- ۱۶۵۰ شکست نهایی ارتش امپراتوری پرتغال از قوای صفوی و خروج پرتغالی‌ها از خلیج فارس. این جنگ با همکاری سپاه صفوی و ناوگان دریایی کمپانی هند شرقی صورت گرفت.
- ۱۶۵۰ اتمام بنای پل خواجو در اصفهان.
- ۱۶۵۲ درگذشت پیترو دلاواله جهانگرد ایتالیایی که سفرنامه او منبع بزرگی برای تاریخ صفوی به‌شمار می‌رود.
- ۱۶۵۸ آغاز پادشاهی اورنگ‌زیب در هند.
- ۱۶۵۹ قتل محمد داراشکوه، پسر شاه جهان، متفکری که به جنبه‌های معنوی و باطنی هندوئیسم و اسلام علاقه‌مند بود و صاحب آثاری از جمله مجمع البحرین (۱۶۵۵) بود.
- ۱۶۵۹ محمدتقی مجلسی (متولد ۱۵۹۴)، مجتهد و نویسنده برجسته شیعه درگذشت.
- ۱۶۶۴ اولین سفر نمایندگان روسیه به پایتخت ایران (اصفهان).
- ۱۶۶۴ اولین سفر نمایندگان تجاری فرانسه به ایران.
- ۱۶۶۴ تاسیس کمپانی هند شرقی فرانسه.

## شاه سلیمان یکم (شاه صفی دوم)
- ۱۶۶۶ آغاز زمامداری شاه سلیمان یکم.
- ۱۶۶۷ تاجگذاری مجدد شاه صفی دوم به عنوان شاه سلیمان یکم.
- ۱۶۶۹ شیخعلی‌خان زنگنه به عنوان وزیر اعظم انتخاب شد.
- ۱۶۷۱ درگذشت آدام اولئاریوس پژوهشگر، ریاضیدان، جغرافیدان و کتاب‌دار آلمانی. کتاب سیاحت‌ها و سفرهای سفیران از دوک هلشتاین تا دوک بزرگ مسکووی و پادشاه ایران نوشته اوست.

## شاه سلطان حسین
- ۱۶۹۴ به سلطنت رسیدن شاه سلطان حسین.
- ۱۶۹۶ پدر رافائل دو مانس (متولد ۱۶۱۳)، نویسنده فرانسوی که خاطراتش، L’estat de la Perse en 1660 (1890)، منبع مهمی برای تاریخ ایران صفوی است، درگذشت.
- ۱۶۹۷–۱۷۰۱ کنترل بصره توسط صفویان
- ۱۶۹۸ ملا محمد باقر مجلسی (زاده ۱۶۲۷)، فقیه برجسته، گردآورنده احادیث شیعه، و نویسنده پرکار، درگذشت.
- ۱۶۹۹ حمله بلوچ‌ها به کرمان. کردها به رهبری سلیمان بابا در کردستان شورش کردند.
- ۱۷۰۳ ' توماس هاید (متولد ۱۶۳۶)، مستشرق انگلیسی و نویسنده Historia Revolutionis veterum Persarum (1700)، درگذشت.
- ۱۷۰۸ پتر کبیر روسیه سفیری را به اصفهان فرستاد.
- ۱۷۱۱ میرویس خان هوتک، والی پشتون قندهار، اعلام استقلال کرد.
- ۱۷۱۳ ژان شاردن (متولد ۱۶۴۳)، جواهرساز فرانسوی که سفرهای زیادی به آسیا کرد و مفصل‌ترین کتاب (Voyages en Perse et autres lieux de l'Orient (1711)) از ایران را در زمان خود نوشت، درگذشت.
- ۱۷۱۵ سفیر دوم پتر کبیر به رهبری ولینسکی در تلاش برای ایجاد جای پایی به سمت خلیج فارس و اقیانوس هند به ایران فرستاده شد.
- ۱۷۱۶ انگلبرت کمپفر (متولد ۱۶۵۱)، پزشک، جهانگرد و نویسنده آلمانی کتاب سفر در ایران و دیگر کشورهای شرقی (۱۷۳۶) که پس از مرگ منتشر شد، درگذشت.
- ۱۷۱۷ عرب‌های عمانی بحرین را تصرف کردند.
- ۱۷۱۸ افغانهای ابدالی در خراسان شورش کردند و هرات و مشهد را گرفتند.
- ۱۷۲۰ وزیر اعظم فتحعلی خان داغستانی عزل و نابینا شد.
- ۱۷۲۱ لزگی‌ها شاماخی را تصرف کردند و غارت نمودند.
- ۱۷۲۱ بلوچ ها بندرعباس را غارت کردند. افغان‌ها کرمان را تصرف کردند.
- ۱۷۲۲ افغانهای تحت فرمان محمود به اصفهان حمله کردند و آن را تصرف کردند. شاه سلطان حسین کشته شد.

## شاه تهماسب دوم
- ۱۷۲۲ به سلطنت رسیدن تاجگذاری تهماسب دوم در قزوین.
- ۱۷۲۲ تا ۱۷۳۰ اشغال قسمت اعظم ایران توسط افغان‌ها.
- ۱۷۲۳ روس‌ها رشت و باکو را اشغال کردند.
- ۱۷۲۳ پتر کبیر با شاه تهماسب دوم پیمان اتحاد منعقد می‌کند و استان‌های خزر، دربند و باکو را در ازای کمک به تهماسب دوم دریافت می‌کند.
- ۱۷۲۴ محمود افغان شیراز را تصرف کرد و تعدادی از شاهزادگان صفوی را قتل‌عام کرد.
- ۱۷۲۴ قرارداد بین روسیه و عثمانی (پیمان استانبول) شمال غرب ایران را بین روس‌ها و عثمانی‌ها تقسیم کرد.
- ۱۷۲۵ محمود افغان توسط پسر عمویش کشته شد.
- ۱۷۲۵ عثمانی‌ها گنجه و تبریز را اشغال کردند.
- ۱۷۲۵ به قدرت رسیدن اشرف افغان.
- ۱۷۲۶ اشرف سلطان عثمانی را به عنوان خلیفه مشروع به رسمیت شناخت.
- ۱۷۲۷ نادرقلی (بعداً نادرشاه)، رهبر قبیله ترک، به دربار طهماسب دوم می‌پیوندد.
- ۱۷۲۹ نادر افغان‌ها را شکست داد و اصفهان را تصرف کرد.
- ۱۷۳۰ نادر عثمانی‌ها را از آذربایجان و غرب ایران بیرون کرد و تا داغستان به قفقاز حمله کرد.
- ۱۷۳۰ نادر اشرف را تا بلوچستان تعقیب می‌کند. اشرف کشته می‌شود. اشغال ایران توسط افغان‌ها تمام می‌شود.
- ۱۷۳۲ نادر تهماسب دوم را از سلطنت خلع کرد.
- ۱۷۳۲ بر اساس عهدنامه رشت، روس ها تمام اراضی مازندران، استرآباد و گیلان را به ایران پس دادند.

## شاه عباس سوم
- ۱۷۳۲ عباس سوم کودک به‌طور اسمی به سلطنت رسید.
- ۱۷۳۳ نادر به اشغال سرزمین‌های ایران توسط عثمانی‌ها پایان داد.
- ۱۷۳۴ نادر به قفقاز حمله کرد و دربند، باکو و ایروان را تصرف کرد.